# Бруде V
Бруде V (Бруде мак Фергуса; гэльск. Bruide V, Bruide mac Fergusa) — король пиктов в 761—763 годах.

## Биография
Бруде V был братом Энгуса I. Его смерть в 763 году упоминается в «Анналах Ульстера» и «Анналах Тигернаха». Он был свергнут Киниодом мак Фередахом, который был внуком короля Дал Риады Селбаха.